# Costa de la Luz
A Costa de la Luz (IPA: [ˈkosta ðe la luθ], magyarul am. Fénypart) a spanyolországi Andalúzia nyugati tengerpartja az Atlanti-óceán Cádizi-öble mentén, Cádiz, Sevilla és Huelva tartományokban, a Guadiana torkolatáig.
Egyre népszerűbb a külföldiek körében. Ugyanakkor nagyon fontos környezeti-gazdasági megújítási projektek is vannak, például Sevillától nyugatra, a Guadiamar folyó torkolatánál a part menti Doñana Nemzeti Parknál.

## Történet
A Costa de la Luz több, mint 3300 éves gazdag történelemmel bír. A római időktől kezdve Huelva mellett Kolumbusz Kristóf hajóin át a trafalgari ütközet színhelyeiig számos dolgot megnézhetünk.

## Megközelíthetőség
A Costa de la Luz legközelebbi és legjelentősebb repülőtere a sevillai San Pablo repülőtér. Sevilla nagyon jó buszkapcsolatokkal rendelkezik, akár Madrid, akár Granada vagy Malaga felől busszal kényelmesen eljuthatunk a portugál határig.
A part jól megközelíthető Lisszabon vagy Badajoz felől is.

## Látnivalók és mozgás
A napos tengeri fürdőzés mellett több szabadidős tevékenységre is lehetőség van, például búvárkodásra, golfozásra, szörfözésre, csónakázásra és más vízi sportokra. A Doñana Nemzeti Parkban, több egyedi faj figyelhető meg, például az Adalbert sas (Aquila adalberti) vagy az ibériai hiúz (Felis pardina), Huelva környékén, a Tinto és az Odiel összefolyásánál pedig egyedülálló récék, gólyák és sok különleges flamingó figyelhető meg.
Északnyugatról délkelet felé haladva számos települést érdemes megnézni, például ezeket: Ayamonte, Isla Cristina, Lepe, Huelva, El Portil, Punta Umbría, Matalascañas, Sanlúcar de Barrameda, Chipiona, El Puerto de Santa María, Cádiz, Chiclana de la Frontera, Conil de la Frontera, Zahara de los Atunes, Los Caños de Meca, Vejer de la Frontera, Bolonia és Tarifa.

## Galéria

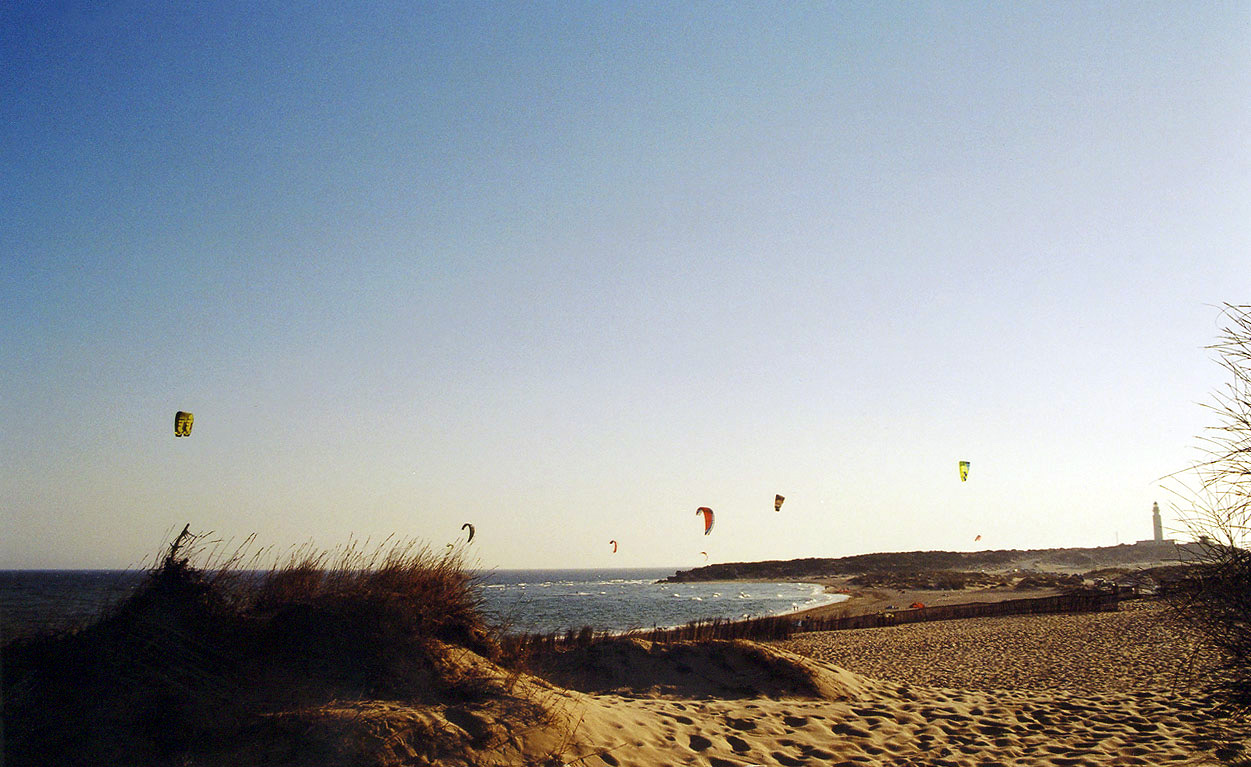
Trafalgar-fok vízisí-lehetőségekkel
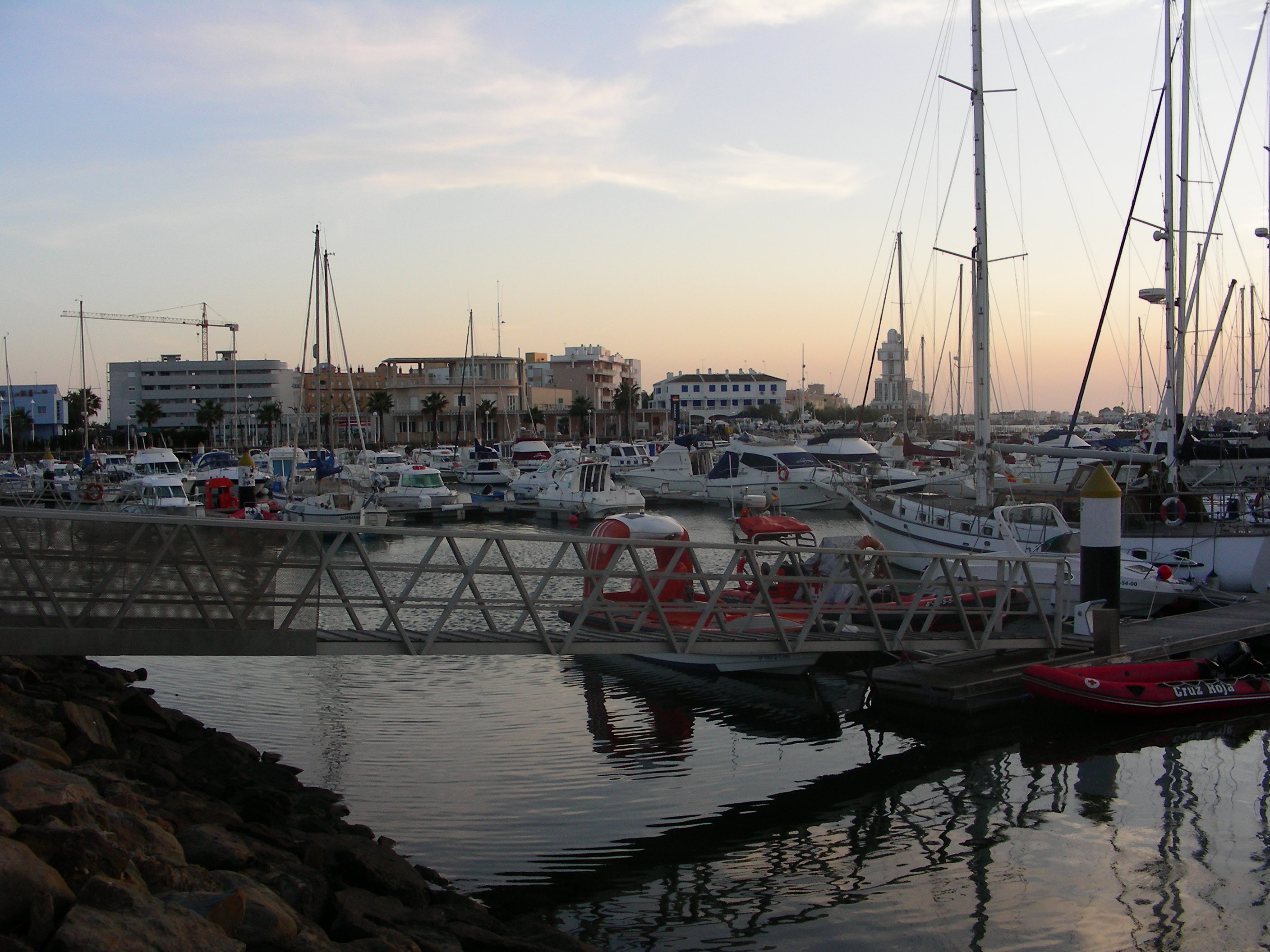
Isla Cristina
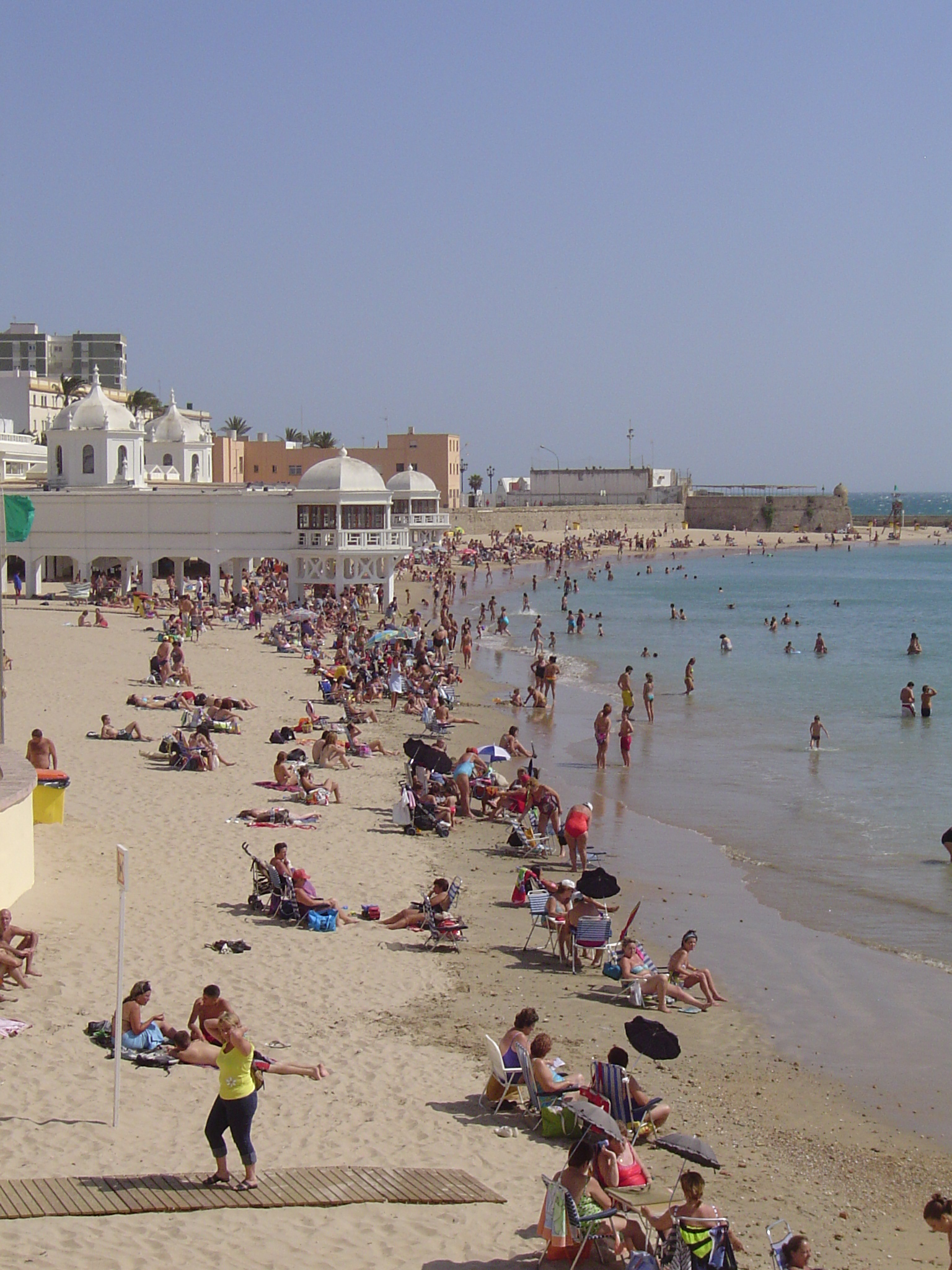
La Caleta strand, Cádiz